# Windstar Cruises

La Windstar Cruises è una compagnia crocieristica americana, particolarmente nota per avere una flotta composta da moderne navi da vela controllate da computer. 

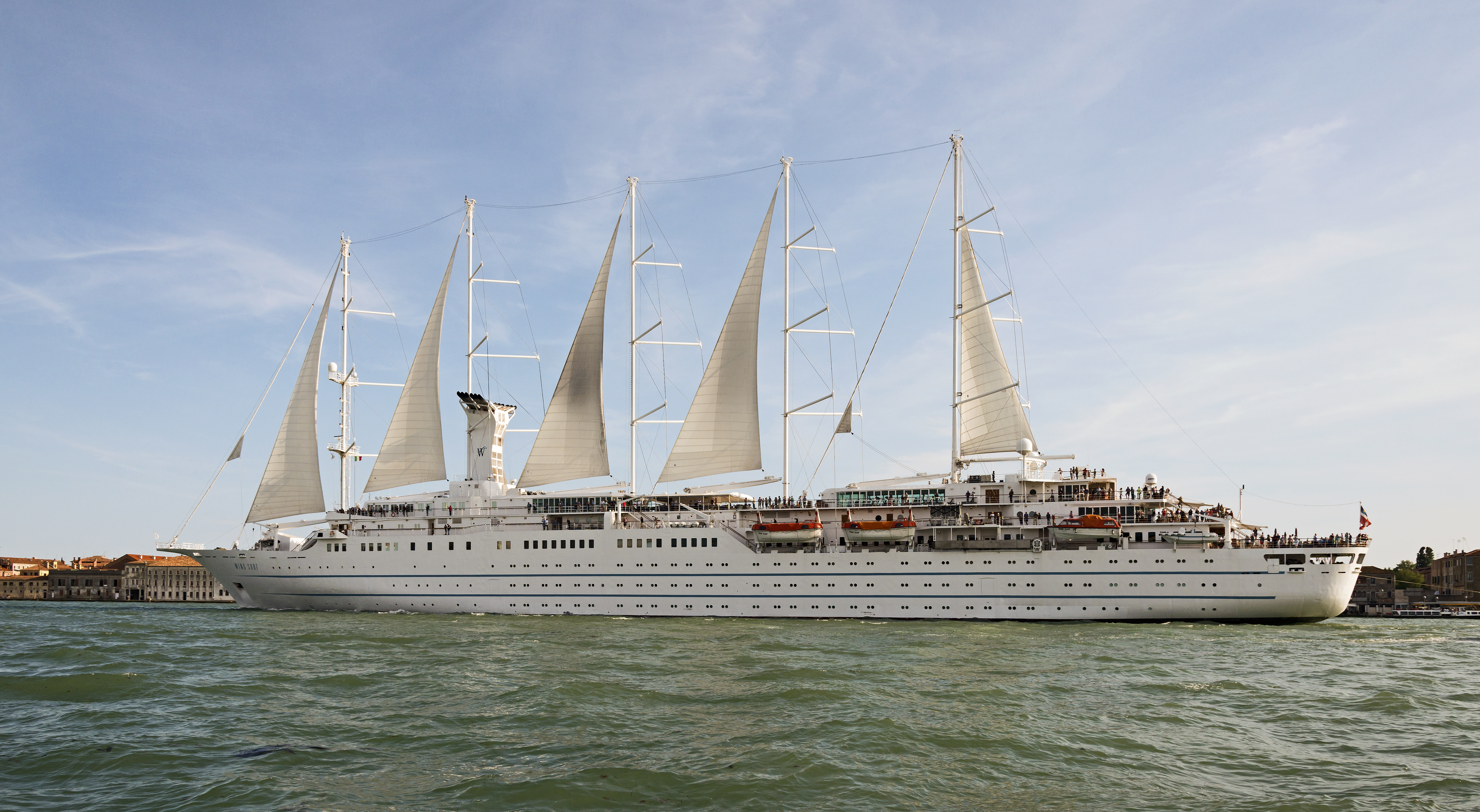
La Wind Surf nel Canale della Giudecca a Venezia 2015.

## Storia
La Windstar Cruise fu fondata come Windstar Sail Cruises nel 1984 e la sua prima nave, la Wind Star fu varata nel 1986, e fu seguita dalla Wind Song che fu varata nel 1987 e dalla Wind Spirit che fu varata nel 1988. Furono ordinate altre due navi dal cantiere francese "Sociéte Nouvelle des Ateliers et Chantiers du Havre": Wind Surf e Wind Saga . Queste due navi dovevano essere più grandi degli originali, contenere il doppio del numero di passeggeri e raggiungere una lunghezza di 187 metri  rispetto alle navi più piccole di 134 metri di lunghezza.
Nel 1987 Holland America Line (gruppo Carnival) acquistò il 50% di Windstar Sail Cruises.  L'opzione per continuare a costruire Wind Surf e Wind Saga era passato da Holland America Line. Con l'assistenza del governo francese queste due navi più grandi furono costruite per Club Med come Club Med I e Club Med II, con Holland America Line  che mantengono i diritti per l'acquisto. Alcuni anni dopo, Holland America Line pianificò di acquistare il Club Med I e il Club Med II. Tuttavia, la Windstar non fu in grado di acquistare Club Med I e Club Med II e rinominarle in Wind Surf e Wind Saga perché aveva solo risorse economiche per acquistare solo una. Quindi, nel 1998, Windstar acquisì il Club Med I da Club Med Cruises e la ribattezzò con il suo nome originale Wind Surf. 
Nel marzo 2007, Carnival ha ceduto Windstar a Ambassadors International per $ 100 milioni. 
Il 1º aprile 2011, la casa madre di Windstar Ambassadors International ha presentato domanda di fallimento. Un tribunale fallimentare nel Delaware ha tenuto un'asta di due giorni e Anschutz Corporation ha vinto Windstar Cruises con un'offerta di $ 39 milioni. La filiale Xanterra Travel Collection è ora la società madre. 
Il 19 Febbraio 2013 è stato annunciato che Windstar ha completato l'acquisto da Seabourn Cruise Line di Star Pride, Star Legend e Star Brez. Lo Star Pride è entrato in servizio il 5 maggio 2014 con una crociera inaugurale da Barcellona, dopo alcuni aggiornamenti. Nel maggio 2015, entrano in flotta Star Breeze e Star Legend . Entrambi  sono stati sottoposti a un bacino di carenaggio di tre settimane da $ 17 milioni a Genova, in Italia, prima di una cerimonia di battesimo a maggio. Nel 2016, Star Pride ha subito una ristrutturazione per rinnovare gli spazi pubblici, ampliare i posti a sedere all'aperto del ristorante Veranda e rinnovato il ristorante AmphorA. 
Nel novembre 2018, Windstar ha annunciato che le tre navi: Star Pride, Star Breeze e Star Legend saranno allungati di 25,6 metri. Il lavoro fa parte dell'iniziativa "Star Plus" da $ 250 milioni della società. I lavori si svolgeranno presso il cantiere navale Fincantieri a Palermo, in Italia. 

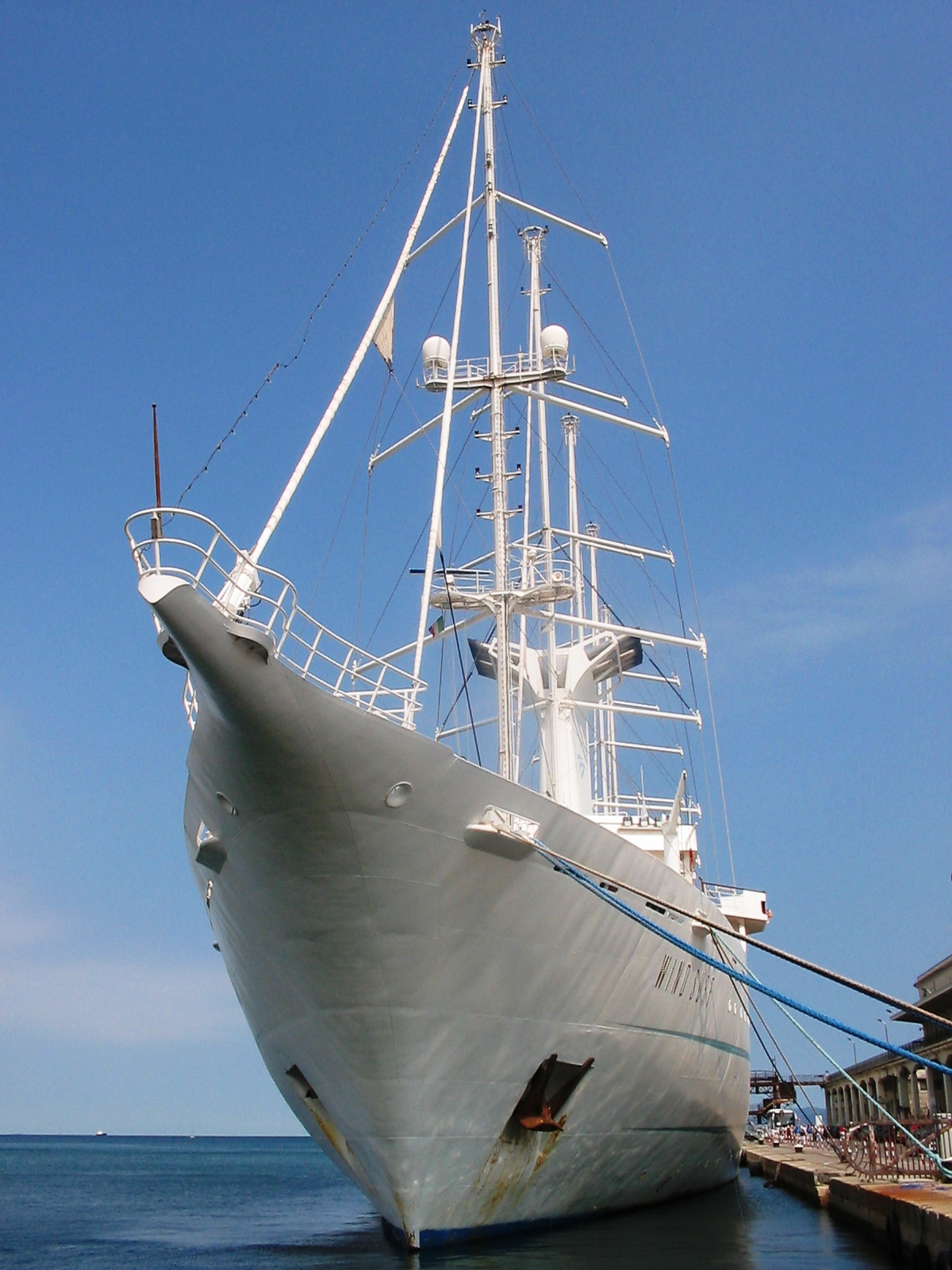
Vista di prua della Wind Surf.

## Flotta
| Nome        | Costruito | Costruttore                                         | Entrata in servizio | Stazza lorda (t.s.l.) | Note                                                                                           |
| ----------- | --------- | --------------------------------------------------- | ------------------- | --------------------- | ---------------------------------------------------------------------------------------------- |
| Wind Star   | 1986      | Sociéte Nouvelle des Ateliers et Chantiers du Havre | 1986                | 5.307                 | La prima nave di Windstar Cruise                                                               |
| Wind Spirit | 1988      | Sociéte Nouvelle des Ateliers et Chantiers du Havre | 1988                | 5.307                 |                                                                                                |
| Wind Surf   | 1989      | Sociéte Nouvelle des Ateliers et Chantiers du Havre | 1998                | 14.745                | La più grande nave della flotta di Windstar Cruise era precedentemente Club Med 1 per Club Med |
| Star Pride  | 1988      | Schichau Seebeckwerft                               | 2014                | 9.975                 | Precedentemente Seabourn Pride per Seabourn Cruise Line                                        |
| Star Breeze | 1988      | Schichau Seebeckwerft                               | 2015                | 9.975                 | Precedentemente Seabourn Sprit per Seabourn Cruise Line                                        |
| Star Legend | 1990      | Schichau Seebeckwerft                               | 2015                | 9.975                 | Precedentemente Seabourn Legend per Seabourn Cruise Line                                       |

### Navi dismesse
| Nome      | Costruito | Costruttore                                         | Periodo di servizio | Stazza lorda (t.s.l.) | Note |
| --------- | --------- | --------------------------------------------------- | ------------------- | --------------------- | --- |
| Wind Song | 1987      | Sociéte Nouvelle des Ateliers et Chantiers du Havre | 1987 - 2002         | 5.307                 | La nave subì un incendio nella sala macchine il 1º dicembre 2002 e fu fatta affondare al largo delle isole Tahiti e Moorea il 22 gennaio 2003 |